# Тёмная звезда (роман)
Тёмная звезда — первый роман в жанре фэнтези из серии Хроники Арции Веры Камши. Роман был написан в 2001 году и повествует об истории магического мира Тарры, населённого эльфами, людьми, гоблинами и рядом других существ.
Роман «Тёмная звезда» — дебютный роман писательницы и первая книга цикла «Хроники Арции». Книга издавалась дважды — в 2001 и 2009 годах. Название «Тёмная звезда» принадлежит издательству, изначально книга называлась «Избранница преисподней». Роман основан на произведении Ника Перумова «Гибель богов» и представляет собой альтернативный путь развития сюжета.

## История написания
Первоначально роман «Тёмная звезда» не планировался к изданию. Книга была написана в период с 1997 по 1999 в ходе литературной игры после знакомства с Ником Перумовым и обсуждения традиционных штампов и канонов фэнтези и фантастики. Потому в произведении часто встречаются элементы узнаваемые, но пародийно преображённые. Так не встречаются мудрые драконы, но есть философские жабы. Гоблины больше не зелёные злодеи, а больше напоминают индейцев с лёгким шотландским и гуцульским образом. Образ злого и коварного бога воплощается не в виде чёрного хищника, а в виде белого оленя. К 2000 году с «Избранницей преисподней» ознакомился Ник Перумов, который и передал рукопись в издательство ЭКСМО, где роману предложили название «Тёмная звезда».

## Сюжет

### Часть первая
Начало романа открывает древний период мира Тарры, когда им правили Светозарные — семеро богов, братья и сестры, пришедшие от Престола Света и завоевавшие с помощью своих детей эльфов этот мир, населённый гоблинами, гномами и людьми, в своё владение. Но вскоре Престол Света призывает к себе своих детей и повелевает им уничтожить зарождающееся племя Истинных Магов и забрать с собой подчинённые богам кланы эльфов. Пятеро из семи согласились с данным решением, но двое богов, Ангес и Адена, успевших полюбить друг друга, не были единодушны с родственниками. Клан Ангеса, клан Луны согласился со своим вождём и своим небесным покровителем остаться и защищать эту землю от опасностей. Клан Лебедя тоже остался, но тому способствовали деяния королевы клана, которая полюбила Лунного короля.
Через тысячи лет после Исхода Богов в небольшой деревушке на окраине Фронтеры бард и либр Роман Ясный планирует «случайную» встречу с вождём морской державы Эланд, герцогом Рене Арроем. Но неожиданно он оказывается втянут в суд над деревенской ворожеей Лупе, которой приписывают вызов демона и убийство молодой девушки. Авторы суда уже давно приговорили обвиняемую, находящуюся сознанием в Мире Снов и неспособную воспринимать реальность, приписывая ей то, чего она не могла сотворить. Роман выступает в защиту ворожеи и с помощью появившегося Рене Арроя, назначившему Божий Суд, ему удаётся добиться оправдания. Проявив интерес к случившемуся убийству, герцог забирает с собой ворожею и Романа Ясного и продолжает свой дипломатический визит в дружественное королевство Таяну, решая заглянуть в Ласковую Пущу — место, где и появился демон.
Из-за собственной глупости в лесу от рук чудовища погибает родственник герцога. Роман призывает Хозяина Пущи и на его зов откликается Кэриун-Роэбл-а-Дасто — молодой Хранитель дубовичок, который по законам Пущи стал её Хозяином на рассвете этого дня. Ибо другие Хранители и прошлый Хозяин погибли, пытаясь остановить Осенний Ужас — древнего демона, принёсшего ужас в их края и совершившего последние убийства. На церемонии прощания с прежним Хозяином герцог и либр встречают Старую Болотницу Эаритэ из числа Прежних — тех, кто жил до Великого Исхода. Она рассказывает Роману, что Осенний Ужас приходил за Рене Арроем. Это подтверждает и то, что демон ушёл получив голову его родственника, обманувшись их кровной связью. Эаритэ даёт Роману поговорить с Ушедшим — одним из богов, погибшим от руки Светозарных. Он рассказывает барду о его предназначении встретить Тёмную Звезду и о угрозе всему миру. На помощь герцогу приходит философский жаб Андриаманзака-Ракатуманга-Жан-Флорентин — волшебное существо, способное преобразовывать материю, но излишне склонное к философским разговорам.
В Таяне героев ждёт не самая радостная обстановка: старший принц Стефан страдает от неизвестной болезни, средний сын Зенон пропал по дороге в дружественное государство Тарска, все полагают, что теперь наследником престола станет младший принц Марко, которого растили вовсе не для управления королевством, преданный королевскому дому Ямборов командир личной гвардии принца и его близкий друг Шандер Гардани подозревает заговор. В числе встречающих делегацию оказывается дочь эркарда города Марита Вэлдовна, которая засмотревшись на прекрасного либра поднесла приветственный кубок не герцогу, а своему отцу. По просьбе Рене Роман осматривает Стефана и делает вывод, что это не болезнь, а колдовство, которое должно было превратить принца в оболочку для некоего существа. На вечернем пиру, устроенном в честь гостей, Роман танцует с Маритой, что беспокоит господоря Тарски Михая Годоя. Чуть позже приходит весть о предсмертном состоянии её отца и Роман отправляется вместе с ней с надеждой помочь, но не успевает. Медикус Симон Вайцки рассказывает либру о том, что эркарда отравили редким ядом. У него же дома обнаруживается и пропавшая Лупе с мужем, от которого она сбежала некогда во Фронтеру. Поздним вечером Роман в беседе с Рене признаётся, что он эльф-разведчик в мире людей, что его соплеменники вместе с людьми-магами давно отгородились от всего мира на заколдованном острове, что маг Уанн, один из Преступивших, просил Романа разузнать, не ходят ли слухи в Благодатных Землях о Белом Олене. Так же герцог Рене сознаётся, что в одном из его путешествий его жизнь спасли тёмные эльфы — как понял Роман, эльфы другого клана, одного из двух, кто остался в Тарре после Великого Исхода. У них же Аррой обучился колдовству и разузнал о Пророчестве выпестованного тёмными эльфами великого мага прошлого, Проклятого, которое грозит уничтожением этого мира. Маг пытался объяснить это людям, но Церковь предала его анафеме и объявила против него крестовый поход. Проклятый был повержен женщиной Циалой, которая, как утверждает Церковь, «заточила его в Преисподней». Чтобы добыть больше сведений Роман просит Рене устроить ему встречу с Архипастырем Церкви Филиппом, человеком мудрым и без предубеждений. Во всем этом как-то замешан господарь Тарски Михай Годой, гостивший в Таяне вместе со своей безвольной и послушной дочерью Герикой. Стефан влюблён в Герику, и она отвечает ему взаимностью. Михай и Марко Ямбор до случившихся несчастий планировали заключить династический союз, если не между Стефаном и Герикой, то между Зеноном и Герикой. Ночью кто-то пытается усыпить Рене и Романа слабым ядом, а Стефан подвергается нападению. Оставленные Романом сторожевые заклинания останавливают преступника. Несостоявшимся убийцей оказывается Зенон, который однако как будто лишён разума и действует под чьей-то волей.
На следующий день погибает друг детства Рене Иннокентию, кардинал таянский. Адмирал успевает застать ещё живым своего друга и тот в бреду легендарного церковного яда Агва Закта, наделяющего умирающего пророческим даром, предсказывает ему ответственность за восход Тёмной Звезды. В тайной комнате Иннокентия обнаруживаются портрет сестры Рене Акме, супруги Марко Ямбора, последние письма кардинала с его мнениями по поводу происходящего в Таяне и шкатулка подаренная тёмными эльфами Рене и оставленная им у друга. В это время Шандер заключает в темницу Михая за попытку изнасилования Мариты.
В скором времени Рене устраивает приватную встречу с Михаем, в которой изобличает его и его действия. Тарский господарь отравляет адмирала и наслаждаясь якобы неминуемой гибелью герцога рассказывает ему о своих деяниях: это он похитил Зенона и лишил его воли, подменил церковный яд подкрашенной водой, отравил кардинала и по ошибке эркарда, и с помощью династического союза и безвольной дочери собирался прибрать к рукам Таяну. Однако его откровения были прерваны в самый неподходящий момент удачно брошенным Ланкой, принцессой Таяны, кинжалом. Тайна Тёмной Звезды и Белого Оленя остаётся не разгаданной, несмотря на блестяще разыгранный адмиралом спектакль. Михай Годой заключён в тюрьму.
Роман отправляется в Кантиску, столицу Церкви. Он разобрался с эльфийскими артефактами и с помощью одного из них обеспечил принцу Стефану охрану — подарил рысь по кличке Преданный, который ошейником неразрывно связан с обладателем браслета.

### Часть вторая
Роман добирается до Кантиски, где знакомится с секретарём Архипастыря Феликсом, потерявшим руку бывшим военным, и самим Филиппом. Первый священник даёт понять истинную картину прошлых дней, заставляя вспомнить общеизвестные факты в правильном порядке. Либр понимает, что самый почитаемый Великомученик Благодатных Земель Эрасти Церна был предан своим побратимом императором Арции Анхелем Святым, а не захвачен королём Оргондии при попытке мятежа. Но Эрасти не умер в тех горах, которые видел Роман при помощи Эарите. Эльф понимает, что Эрасти Церна и маг Проклятый это один тот же человек. Его нашли и вылечили тёмные эльфы, а их король вернул Церне руки и с этим возможность рисовать. Но поделиться своими догадками с Архипастырем Роман не успевает. Филиппа убивают и эльф вместе с Феликсом бегут из резиденции. Однако Роману в видении является сам Эрасти и просит вернуться за Кольцом Проклятого — кольцом, которое было передано Анхелем королю Оргондии для того чтоб обмануть Эрасти Церну. Кольцо находится в главном храме Кантиски вместе с мощами Великомученика — нетленными отрубленными руками. Изменив свою внешность он, Феликс и ещё несколько людей под командованием капитана стражи Добори, недовольных преемником Архипастыря и желающие ему досадить, проникают в храм. Там они освобождают брата-библиотекаря Парамона и видят сцену, как преемник Архипастыря вместе со странным человеком пытаются похитить кольцо. Но внезапно отрубленные руки хватают вора, сжигают неизвестного и рассеивают наложенную Романом иллюзию попутно излечивая Феликса, возвращая ему руку. Роман отправляется в Убежище — зачарованный остров эльфов его клана.
В Высоком Замке от яда умирает младший принц Марко. Король Таяны терзается кошмарными снами, в которых его терзает Белый Олень. После молебна в церкви в его снах появляется защитник, который говорит ему, что влюблённая в его сына Герика должна в скором времени понести ребёнка. Понимая, что Стефан ещё не окончательно поправился и не сможет этому способствовать, он сам решает сыграть свадьбу с наследницей Тарски, обговорив это со Стефаном. Но король переоценивает свои силы и рассказывает о причинах своего поступка и своей неспособности Рене, прося того стать отцом будущего наследника Таяны, ведь в нём течёт та же кровь, что текла и в его покойной жене Акме — старшей сестре Аларика. Рене соглашается. Роман тем временем возвращается в Убежище и созывает Совет эльфов чтобы рассказать о последних событиях и нависшей над миром опасности. Выслушав его Преступившие решаются немедленно выступить к найденному Эрасти Месту Силы, что не позволяет Ясному исполнить обещание вернуться осенью в Таяну. Но Эмзар, Местоблюститель Лебединого трона, настаивает повременить с походом. Сестра Рамиэрля Эанке, придерживающаяся старый воззрений о величии эльфийской расы, ссорится с братом, считая, что они не должны сражаться за этот мир, а уйти из него, используя все доступные способы. Встретив яростный отпор, она решает заполучить кольцо, не останавливаясь ни перед чем, даже перед смертями родных. Она созывает совет клана с требованием передать найденный талисман ей, но совет не поддерживает её.
В Таяне Шандер Гардани становится частым гостем в доме Симона и Лупе, понимая, что очень привязался к маленькой колдунье. Стефан продолжает выздоравливать, но Рене мучают кошмары, которые беспокоят его лишь перед страшной бедой, да и Хранитель Дороги Прашинко делиться опасениями о присутствии духа Осеннего Кошмара. Рене и Ланка с отрядом Серебряных отправляются встречать легата Архипастыря. Герику посещает незнакомец с требованием передать зашифрованное послание её отцу, но вместо этого она рассказывает все Стефану и Шандеру. Граф отправляется вдогонку за Арроем с подкреплением, поняв из послания, что на него готовится засада. Парамон передаёт Рене Свободный лист — право, объявляющее все, сделанное герцогом, деяниями во спасение Благодатных земель. На обратном пути герцог чует ловушку и подготавливается к ней, а подоспевший Гардани обеспечивает безоговорочную победу и с удивлением обнаруживает в нападавших гоблинов. Уставшим людям нужен отдых, но Аррой чувствует, что нужен в Высоком Замке, и намерен один ехать дальше. Однако Ланка, желающая остаться с ним наедине, и требующая взять её с собой, заставляет его остаться. Вечером Рене рассказывает Шандеру о судьбе Лупе, о том, что узнал её мужа — в прошлом известного поэта, а ныне пьяницу, и выдвигает догадку что колдунья дворянского происхождения сбежала из дома, когда никого из родных не было рядом, или же сама спровадив их. Понимая, что с ними поступили точно так же, и, поддавшись на уловку, они оставили Высокий Замок без защиты, Аррой и Гардани бросаются обратно в Гелань. Но в пути им попадается курьер, сообщающий об убийстве Зенона и Стефана, который успел перед смертью признаться Герике в своих чувствах и оставил Преданного охранять её.
В Убежище появляется Уанн, который, узнав о всех событиях, решает отправиться в Корбут первым, и рассказывает Роману и его отцу Астену о истории предков Арроя и Годоя, подозревая, что в них течёт как кровь Прежних богов, так и эльфийская.

### Часть третья
Уанн пробирается одному ему известными тропами в Корбут. После смерти Стефана Рене берёт на себя заботу о Герике и Таяне. В Кантиске уже начинают свершаться покушения на жизнь новоизбранного Архипастыря. Король Марко требует от Арроя покинуть Таяну. Герцог предлагает Шандеру забрать его дочь с собой, ожидая, что скоро в Гелани будет опасно, и советует тому не доверять больше королю, подозревая странную перемену в его характере после смерти сыновей. Герика передаёт Илане камни Циалы, родовую реликвию семейства Годоев, и подтверждает догадку Рене, говоря, что чувствует в короле своего отца, и просит убить Михая. Вместе с Шандером остаётся и любящая его Лупе с Симоном. Во время процесса отъезда эландцев Аррой всем своим видом даёт понять, что теперь он не просто маринер, но и Волинг и будет всеми силами бороться за спокойствие Благодатных земель. Гардани предлагает Серебряным, личной гвардии принца, отправиться вместе с герцогом, как с ближайшим родичем таянского королевского дома по мужской линии, или остаться в Таяне в ожидании пока королева не подарит им прямого наследника. Половина гвардии уезжает.
Изменившийся Марко смещает старого капитана Золотых, личной королевской гвардии, Лукиана и назначает на его место приближённого Годоя дана Бо. Так же король хочет выдать свою дочь за тарского господаря, который был освобождён из темницы ещё до отъезда эландцев. В разгар ссоры в кабинет врывается Шандер, Стах Гери и Гашпар Лайда, которые силой вырывают принцессу из западни и с боем прорываются к выходу. Гардани отправляет Ланку и Лайду на конюшни, а сам остаётся отвлечь внимание тарскийцев, пока Стах не выведет из города оставшихся Серебряных. Но непреодолимая сила тянет Илану забрать рубины Циалы из своей комнаты, где её поджидает дан Бо, предлагающий ей план по становлению новой великой империи с центром в Таяне. Шандер тем временем противостоял пытавшимся ворваться в казармы Серебряных гоблинам, пока его подопечные не покинули. Он пробует добраться до прячущегося за спинами гоблинов Годоя, но его оглушают.
Догнавшая Рене Ланка назначает ему свидания в одном из своих замков, где соблазняет. Принцесса предлагает Аррою стать императором новой империи и сделать её императрицей. Ланка хочет воспользовавшись браком с Годоем переманить на свою сторону тарскийцев, Рене бы тем временем избавился от своего правящего пьянчуги племянника Рикареда и нелюбимой жены, чтобы потом объединёнными силами Эланда, Корбута, Тарски и Таяны завоевать все известные земли. Но с каждым новым шагом её плана Рене все больше презирает свою любовницу. Разъярённая отказом Ланка убегает от Арроя и обнаруживает дана Бо, который предполагал такой ход принцессы и потому устроивший засаду на эландца. Он оставляет две дюжины бойцов в замке и увозит принцессу, обещая осуществить её план, пусть вместо Арроя будет Михай. Роман наблюдает за схваткой герцога с убийцами через магическое озеро, но вмешательство Примеро не даёт ему узнать, чем закончилась схватка. Либр ссорится с магом и решает уехать немедленно в Таяну на помощь другу. Астен, одобрив поступок сына, собирается в дорогу вместе с ним, предлагая навестить Архипастыря, и передаёт ему реликвию семьи — Возвращающий Камень, артефакт, способный вернуть душу умершего человека, если она хочет вернуться. Рене, хоть и тяжело раненому, удаётся выжить. Соединиться со своим эскортом нет возможности и потому он отправляется залечить раны к Болотной Матушке Эаритэ.

### Часть четвёртая
Роман через войта Белого Моста Рыгора узнаёт о всех последних событиях в Таяне. Решив, что он опоздал, эльф отправляется в Ласковую Пущу, где и находит живого Арроя. Эаритэ рассказывает им, что когда-то очень давно среди Первых Богов был предатель. Он хотел сотворить Великое Зло, но боги его остановили и заперли меж корней Корбута. Теперь же отступник просыпается и хочет вырваться из своей темницы. Помочь или же помешать этому может Тёмная Звезда, Эстель Оскора, нить судьбы которой тесно связана с герцогом Эланда. Роман отправляется дальше в Гелань, а Рене с помощью водяного коня Гиба, который может быстрее ветра перемещаться по водным путям, отправляется в Идакону, где посланники Михая пытаются переманить Рикареда на свою сторону и устранить совет маринеров. В Гелани Марита, потерявшая маленького брата и оставленная Михаем для своей забавы, освобождает из зверинца Преданного и, наказав ему убить короля и Годоя, совершает самоубийство от всего горя. Рысь убивает Марко и приводит беременную Герику в дом к Симону и Лупе, которая скорбит по убитому графу Гардани. Роман навещает могилу Мариты, где оставляет ей последний подарок — заставляет с помощью магии цвести шиповник возле неё. Там его находит Лупе, которая и рассказывает о Герике, находящейся не в себе, и Преданном.
В Кантиске Феликс пытается избежать церковного раскола и объявить Святой Поход против еретика Годоя. Помощь ему оказывают уважаемый среди братьев Иоахиммиус Дарнийский, молодой клирик Максимилиан, а также Астен, который посредством магии заставляет расцвести посох Иоахиммиуса и покрыться змеями посох противника Святого Похода, тем самым, показывая якобы божью волю. В Башне Альбатроса дан Бо, запугав Рикареда и заручившись его поддержкой, объявляет о предательской смерти Арроя и в качестве доказательства предоставляет его тело. Старый Эрик не веря в это и замечает, что на герцоге нет реликвии Первого Паладина — Зелёной Цепи. Он срывает с головы Рикареда корону — вторую реликвию, оставленную Великими Братьями кроме цепи и сделанную из того же необычного металла — и надевает её на голову Рене. Морок рассеивается и вместо Арроя маринерам предстаёт труп Гашпара Лайды. Дан Бо с помощью магии обездвиживает всех в зале, но осуществлению его планов мешает Рене, врывающийся в Башню Альбатроса верхом на Гибе, от копыт которого и погибает колдун.
Роман решается на вылазку в Высокий Замок чтобы раздобыть браслет Стефана, к которому привязан Преданный. Вдвоём через подземный ход, который когда-то обнаружил принц, они проникают в храм, где в ожидании погребения были король и его наследники. Эльф замечает следы одержимости древней магией у Марко, понимая что таинственная сущность, освободившаяся после смерти Стефана, вселилась в его отца и управляла им последнее время. По пути обратно Роман берёт в плен гоблина Уррика пад Рокхе, любовника Иланы, которому она поручила доставить письмо в Эланд. Либр узнаёт, что гоблины были призваны Михаем от имени Первых богов, которыми те и были созданы. Годой обещал им вернуть их богов и потому гоблины будут с ним пока он выполняет свою клятву. Уррик показывает ему камеру, в которой Михай применяет магию на заключённых, где Роман неожиданно находит живого, хоть и тяжелобольного Гардани. Гоблин, придерживаясь строгого кодекса чести, обещает отнести Шандера в Эланд в сопровождении Преданного.
По возвращении в Убежище Астен беседует с Эмзаром. Наместник Лебединого трона рассказывает брату про Исход и эльфийскую Войну Монстров между двумя оставшимися кланами. Эмзар подозревает, что их клан не просто так опоздал к Исходу, он считает, что их мать, полюбив Лунного Короля, намеренно задержала клан. И что теперь они должны стать защитниками этого мира, хотя даже в собственном клане нет единства и есть те, кто пожертвует целым миром, лишь бы выбраться из него.
Роман по возвращении узнаёт от Герики о подробностях её бегства, о том, что король каждую ночь приходил к ней, хотя до этого был недееспособный. В память о Стефане Лупе надевает ей браслет Преданного от чего королева корчится от боли. Роман понимает, что Эстель Оскора — это женщина, супруга древнего бога-отступника, лишь она может родить ребёнка, который станет его новым воплощением, и сделать может это лишь от человека, временно одержимым сущностью бога, которым и был Марко. С помощью кольца Проклятого и эльфийского кинжала он убивает родившегося ребёнка. Но Герика усилиями корбутских колдунов находится на грани жизни и смерти. Ведь пока жива одна Эстель Оскора, не будет другой, а значит никто больше кроме неё не сможет понести новое дитя-воплощение. Роману с помощью Возвращающего Камня удаётся удержать в её теле душу. Но он и не догадывается, что вмешательством Великих Братьев в прежнее тело вернулась отнюдь не душа прежней безвольной Герики. Теперь она властная и решительная женщина с твёрдым характером.
Уррик встречает аюданта Арроя Зенека и Максимилиана, следующих в Эланд. Он передаёт им Шандера и возвращается. Преданный тоже покидает графа. Новый кардинал Эландский убеждает Рене стать полновластным правителем Эланда и сделать это по церковным обычаям, дабы было меньше противников союза Церкви и Гнезда Альбатроса в Святом Походе. Роман убеждает Герику в необходимости уехать из Гелани в Убежище. По дороге их преследует Белый Олень — воплощение древнего бога, но Герике удаётся разбудить Всадников Таяны — могучих каменных исполинов, древних воинов, которые были поставлены Первыми богами охранять Горду — один из разрывов Великой защиты, поставленной Оммом — Отцом всех Первых богов — чтобы сдержать бога-предателя Ройгу. Есть ещё два разрыва — Тахена и Явелла. И если Тахену охраняет Эарите, то Явелла — внутренний Эланд, без защиты, вот почему ройгианцем так мешает Рене Аррой, который принимает корону Эланда из рук кардинала Эландского Максимилиана при поддержке совета паладинов во главе со старым Эриком.